# Ceriana arietis
Ceriana arietis är en tvåvingeart som först beskrevs av Friedrich Hermann Loew 1853.  Ceriana arietis ingår i släktet griffelblomflugor, och familjen blomflugor. Inga underarter finns listade i Catalogue of Life.